# The End of History

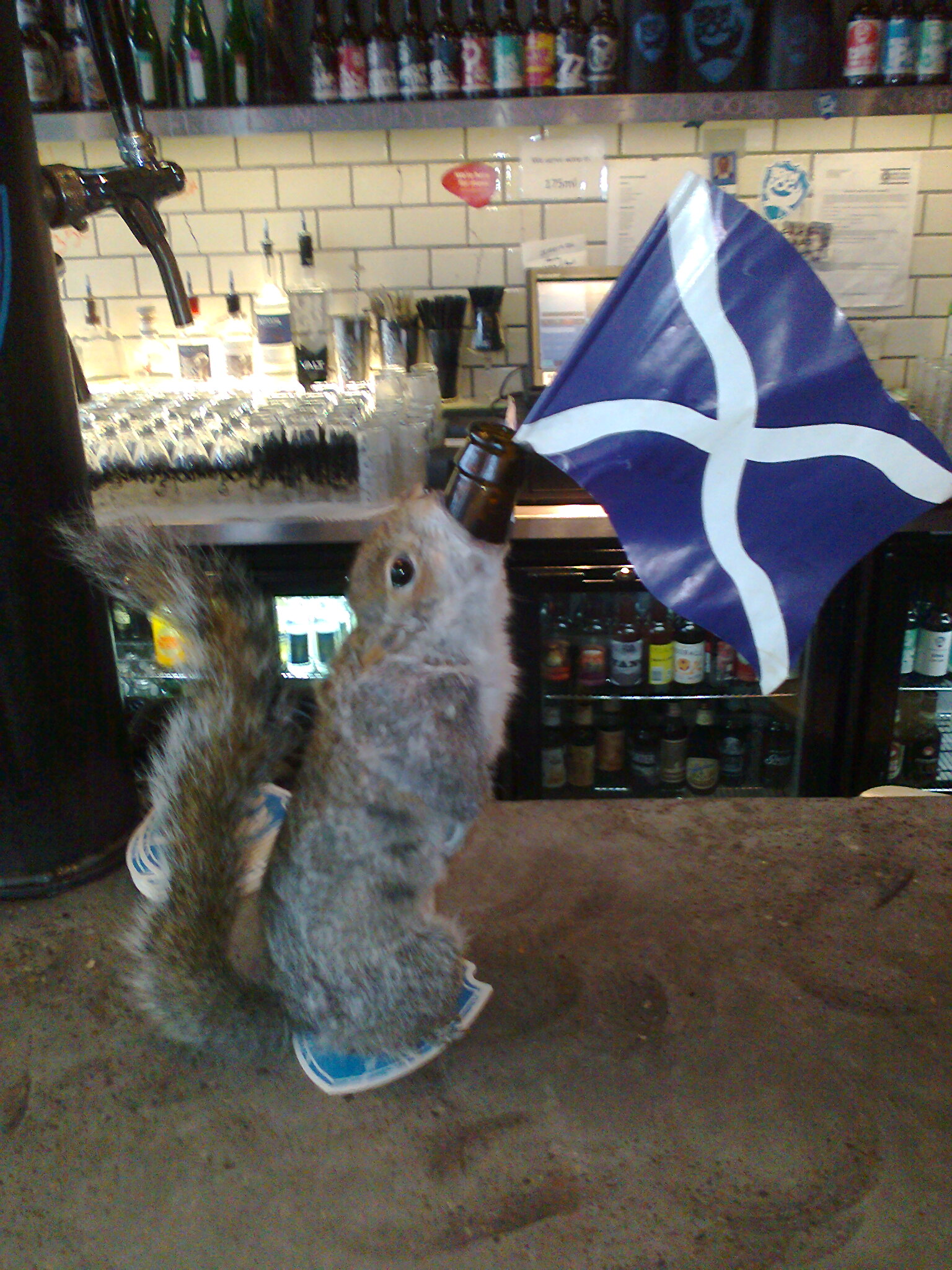
The End of History-eekhoorn in BrewDog Camden, Londen.

The End of History was een Schots bier van 55% alcohol. Deze Belgian style golden ale werd in juni 2010 gebrouwen bij brouwerij BrewDog in het Schotse Fraserburgh, Aberdeenshire en was bij verschijnen het sterkste bier ter wereld. Het was tevens het duurste commercieel verkrijgbare bier in de geschiedenis, aan £500 per fles.

## Geschiedenis
The End of History was het product van een ludieke wedstrijd tussen BrewDog en de Duitse Kleinbrauerei Schorschbräu om het sterkste bier ter wereld op de markt te brengen, waarin beide brouwerijen elkaar telkens overtroefden in alcoholpercentage. Dit ging als volgt:
- Schorschbräu Schorschbock (31%): een bokbier gedistilleerd volgens het Eisbock-proces. Bij verschijnen het sterkste bier ter wereld.
- BrewDog Tactical Nuclear Penguin (32%): een imperial stout, gedistilleerd volgens het Eisbock-proces.
- Schorschbräu Schorschbock (40%): een sterkere versie van de originele Schorschbock.
- BrewDog Sink the Bismarck! (41%): een India Pale Ale, gedistilleerd volgens het Eisbock-proces.
- Schorschbräu Schorschbock (43%): een sterkere versie van Schorschbock.
- BrewDog The End of History (55%): een Belgian-style golden ale, gedistilleerd volgens het Eisbock-proces.
- Schorschbräu Schorschbock Finis Coronat Opus (57,5%): een sterkere versie van Schorschbock.

BrewDog heeft sinds het verschijnen van de laatste versie van Schorschbock geen poging meer gedaan hen te overtreffen. De Schotse brouwerij Brewmeister claimde het record met hun bieren Armageddon (65%, oktober 2012) en Snake's Venom (67,5%, oktober 2013). De claim van sterkste bier ter wereld werd teniet verklaard toen zowel uit laboanalyses als uit bekentenissen door de brouwers gebleken zou zijn dat er ethanol (zuivere alcohol) aan het bier werd toegevoegd om het alcoholpercentage zo hoog te krijgen. In het geval van Brewmeister mag het daardoor volgens de Britse wetgeving niet langer als bier getaxeerd en dus ook niet verkocht worden.
De naam van het bier werd ontleend aan het werk van de Amerikaanse filosoof Francis Fukuyama, die de term "End of History" gebruikte om het eindpunt van de politieke evolutie van de mens aan te duiden. Vermits dit de laatste poging zou zijn van BrewDog om een zeer sterk bier te maken, in opvolging van Tactical Nuclear Penguin en Sink The Bismarck!, gebruikten zij deze term als naam voor het brouwsel.

## Productie
In tegenstelling tot Tactical Nuclear Penguin en Sink The Bismarck!, de andere zeer zware bieren van BrewDog, is The End of History slechts eenmalig uitgebracht. Elf flesjes van 33 cl werden afgevuld en verpakt in opgezette hermelijnen (zeven) en eekhoorns (vier). Hoewel de dieren volgens BrewDog-directeur James Watt allemaal wegslachtoffers waren en niet speciaal gedood werden, veroorzaakte de ongewone verpakking toch heel wat beroering. De flesjes werden verkocht voor 500 Britse pond per stuk.